# Émile Nicolas
 (février 2024).
Si vous disposez d'ouvrages ou d'articles de référence ou si vous connaissez des sites web de qualité traitant du thème abordé ici, merci de compléter l'article en donnant les références utiles à sa vérifiabilité et en les liant à la section « Notes et références ».
Pour les articles homonymes, voir Nicolas.
Émile Nicolas, né le 29 décembre 1871 à Saint-Max et mort le 5 mai 1940 à Nancy, est un greffier, critique d'art et botaniste français membre fondateur de l'École de Nancy et membre du comité directeur de l'Alliance provinciale des industries d'art.

## Biographie
Frère de Paul Nicolas, Émile Nicolas enseigne la botanique appliquée à la décoration à l'École des beaux-arts de Nancy. Pour lui, l'Art nouveau et plus particulièrement l'École de Nancy, ne font que reproduire des structures végétales dans sa production architecturale, verrière ou mobilière.

### Enfance
Ses premières années se passent à Burthecourt, près de Vic-sur-Seille, en Lorraine annexée. Il y fréquente l'école des deux langues (français et allemand), ainsi que l'Église. 

### Vie personnelle
Le 31 août 1903, Émile Nicolas épouse Marguerite Fridrich, la sœur de son ami Charles, tapissier-décorateur à Nancy, sorti des Beaux-arts de Paris.
Fin 1904, un fils, Émile-Pierre, naît trois jours avant Noël, et un deuxième fils en janvier 1908, prénommé André, qui sera photographe de profession et prendra de nombreux clichés des vases de Paul Nicolas.
En 1930, le monde semble se rétrécir autour de lui. Sa mère décède. Beaucoup de ses vieux amis ont déjà quitté cette terre lorraine. Le 29 février 1940, André, le deuxième fils d'Émile Nicolas, vaincu par un terrible mal, la tuberculose, dont il souffrait depuis 12 ans, rend l'âme.
Le 5 mai 1940, muni des sacrements de l'Église, Émile Nicolas décède lui aussi, et c'est son vieil ami Victor Prouvé qui lui rend un dernier et émouvant hommage.

### Vie professionnelle
Sa famille est expulsée en janvier 1888, amenant Émile à quitter ses études et à travailler à Laxou. 
Il débute comme saute-ruisseau dans un établissement bancaire, puis rentre comme commis chez un important marchand d'étoffes à Nancy. Il est ensuite admis en tant que gratte-papier puis comme commis-greffier dans le cabinet d'un juge d'instruction.
C'est un travailleur acharné : après le cabinet du juge d'instruction, il sera greffier à la correctionnelle, puis à la cour d'appel de Nancy. Il terminera sa vie professionnelle par une charge de juge de paix suppléant. Il présidera également le Tribunal pour enfants. En outre, il est expert en écriture auprès des tribunaux.
Il lie ses occupations judiciaires à des activités personnelles, faisant de lui une personnalité jouant un rôle important dans la vie intellectuelle, artistique et associative de Nancy.
En 1936, Émile Nicolas fait valoir ses droits à la retraite. C'est alors que lui est conféré l'honorariat de ses anciennes fonctions de greffier de chambre.

### Convictions

#### Patriotisme
La santé d'Émile est fragile, et c'est la raison pour laquelle il est réformé. Il le regrettera toute sa vie, et restera un fervent patriote lorrain.
En 1913, la société Erckmann-Chatrian voit le jour ; son but était d'entretenir des deux côtés de la frontière (Lorraine annexée et autre) la même mentalité lorraine et de conserver des attaches intellectuelles communes pour contrebalancer la « Kultur ». Georges Sadler sera président et Émile Nicolas vice-président.
La fête fédérale en juin 1919 fit grand bruit : fête de la victoire et de la réunification de l'Alsace-Lorraine à la France. Une petite brochure commémorant cette manifestation parut en 1920 sous la signature d'Émile Nicolas.

#### Franc-maçonnerie
Comme son frère Paul, Émile est franc-maçon (loge Saint Jean de Jérusalem) ; tous deux partagent les mêmes idées et fréquentent les mêmes cercles à Nancy.

#### Langue locale
Émile Nicolas fut un grand défenseur de la langue du terroir. « Le Couarail » était une académie lorraine fréquentée plutôt par de jeunes artistes, des écrivains, des professeurs, des journalistes, des poètes, des musiciens, qui se réunissaient pour des causeries. René d'Avril en fut le directeur et Émile Nicolas le vice-directeur, en ce début de siècle ; il en deviendra directeur ultérieurement.

### Rencontres, arts et savoirs
Émile Nicolas n'arrête pas : attelé à son travail au tribunal, à ses conférences, à ses causeries, à ses écrits, à ses articles de presse, à ses recherches, aux nombreuses réunions d'associations diverses pour lesquelles bien souvent il rédige les comptes rendus, à ses œuvres charitables et sociales, qu'il ne néglige pas, et bien sûr il trouve toujours le temps de rencontrer dans leurs ateliers ses amis artistes.

#### Botanique
En 1893, son frère Paul est embauché à la maison Gallé. Émile peut alors rencontrer le grand maître verrier. C'est de l'amour des plantes, surtout des orchidées, que naît une véritable amitié entre les trois hommes.
Dès 1900, Émile suit assidûment les conférences de la Société centrale d'horticulture de Nancy où Émile Gallé l'avait entraîné. Il y prodiguera même des cours de botanique et, en 1919, prend la relève du secrétariat de la Société centrale d'horticulture, dont à la fin de sa vie, il est vice-président. 
En février 1901, quand Émile Gallé fonde l'Alliance provinciale des industries d'art avec Louis Majorelle, Antonin Daum, Eugène Vallin et bien d'autres, dont Charles Fridrich, il demande à Émile Nicolas de siéger au comité directeur, poste qu'il conserve quand, après le décès du maître, Victor Prouvé succède au fondateur. 
Au printemps 1913, Émile Nicolas fonde la société « Les amis des fleurs », société lorraine d'études botaniques, dont il devient président ; il organise des promenades et des excursions, des sorties d'études en vue d'herborisation. Il devient aussi secrétaire général de la Société des Sciences. 
Quand Victor Prouvé fut appelé à la direction des Beaux-arts à Nancy en 1919, il fit ajouter un vocable à l'école, à savoir « et des arts appliqués » ; il chargea alors son ami Émile Nicolas d'enseigner la botanique appliquée à la recherche des formes naturelles. Ses leçons furent également mises en pratique pour la constitution histologique des membres de la plante par des cours de micrographie. Plus tard, André Nicolas, fils d'Émile et photographe, réalisa une série de photo-micrographies projetables pour l'illustration des cours de son père. 

#### Arts graphiques
Chez Émile Gallé, il rencontre Louis Hestaux et bien d'autres décorateurs, dessinateurs, modélistes… Il accueille avec respect les enseignements, les conseils, les explications de ces « grands » qui deviendront ses amis. Il côtoie aussi des artistes, des lettrés, des écrivains, des hommes de science, des musiciens. Victor Prouvé, René Wiener, le luthier Albert Jacquot et bien d'autres seront ses amis dès la fin du siècle.
Par arrêté en date du 6 février 1903, le ministre de l'Instruction publique et des beaux-arts arrête : « Monsieur Émile Nicolas, membre de la Société de Biologie de Nancy, est nommé officier d'Académie. »

#### Musique
Il fréquente aussi les musiciens. Beaucoup seront ses amis. Il sera membre de la commission de surveillance du Conservatoire de musique et ses critiques musicales rejoindront d'autres de ses articles dans la presse locale.

### Homme de nombreuses sociétés
Chez les Lemoine, Émile Nicolas rencontre Émile Coué, cet homme ouvert aux choses dites « paranormales », mari de Lucie Lemoine. Ils furent très amis, faisant parfois ensemble des expériences. Il fera certains comptes rendus de causeries de la Société d'études psychiques de Nancy.
En 1900, c’est l'Exposition universelle de Paris ; Paul Nicolas y participe aux côtés d'Émile Gallé, et est accompagné de son frère Émile et de toute une bande d'amis, dont Charles Fridrich, le futur beau-frère d'Émile. De cette exposition, Émile Nicolas fera partager à ses compatriotes lorrains une série d'articles qui seront publiés dans La Lorraine artiste.
Dans le courant d'Émile Gallé, Émile Nicolas participe ainsi que son frère Paul et Charles Keller à la fondation de l'Université populaire de Nancy, en tant que membre du comité et conférencier. Il rédige alors le bulletin de l'Université populaire et les comptes rendus de la plupart des causeries.
Membre titulaire de l'Académie de Stanislas, Émile Nicolas consacre son discours de réception à son ami Émile Gallé ; à sa mort en 1940, il était président de l'Académie.
Paul Perdrizet, gendre d'Émile Gallé, professeur à la Faculté de lettres de Nancy, crée un musée archéologique dans cette université. Émile Nicolas se retrouve également dans cette branche d'études à la Société d'archéologie lorraine et fera partie de son comité directeur.
Il deviendra aussi président du Comité nancéien de protection de l'enfance, et vice-président du conseil d'administration de la Maison des Orphelines de Nancy.
Depuis 1920, une ouverture plus importante s'était faite pour Émile Nicolas dans le milieu universitaire, ainsi que dans le milieu préfectoral, où il faisait partie de commissions et comités divers : comité régional des arts appliqués de Nancy, commission des Monuments historiques, commission départementale des sites et monuments naturels. Il fut rapporteur officiel pour le classement du site de Liverdun. Il siège également au comité des fêtes et du tourisme de Nancy. Il est, entre autres, membre du comité actif pour le monument commémoratif de la bataille de Nancy.
1932 : à la Faculté de lettres de Nancy, dans le cadre du centre des études lorraines, il donne une très importante conférence : « Le cycle des saisons et la nature lorraine ». Cette même année, c'est le décès d'Émile Friant ; un livre hommage à cet illustre artiste prendra forme peu de temps après. Émile Nicolas, dans ce recueil, évoquera son ami : « Émile Friant devant la nature ».
1935 : le Bulletin de l'association des anciens élèves de l'École des beaux-arts de Nancy prend corps et Émile en devient le rédacteur en chef.

### Journalisme
En 1900, c'est également l'année où Émile Gallé fonde le journal L'Étoile de l'Est. La signature d'Émile Nicolas apparaît en bas des publications de nombreux articles. En 1919, Émile Nicolas deviendra administrateur de L'Étoile de l'Est.
En 1902, Émile Nicolas publie dans La Lorraine Artiste de Goutière-Vernolle une étude sur la Maison du peuple de Nancy, siège de l'Université populaire. Dans cette revue, il publiera de nombreux autres articles.
Émile Nicolas sera appelé à l'Est Républicain par René Mercier, mais il ne peut signer ses articles de la même façon qu'à L'Étoile de l'Est, le quotidien concurrent. Son nom de plume sera alors Sylvestre Urbain, parfois en d'autres circonstances "Em. Nic."
En septembre 1904, Émile Gallé s'éteint, victime d'une leucémie. C'est une pluie d'articles de journaux qui voit le jour. Émile Nicolas n'est pas en reste et sort dans Étrennes Nancéiennes d'Osvald Leroy, début janvier 1905, un très bel article parlant du regretté maître, article encore évoqué en 1982 dans « Terre Lorraine ».
En 1908, il publie dans la revue La Lorraine illustrée les « Principes de l'École de Nancy », et écrit sur les œuvres des artistes qui la composent, constituant ainsi un précieux document historique.
Depuis plusieurs années déjà, Émile Nicolas a participé à diverses autres revues : La Lorraine artiste, Le Pays lorrain, Le Cri de Nancy…
Quand en 1909 est fondée sous l'égide des frères Eugène et Louis Corbin la luxueuse revue Art et Industrie, Émile Nicolas en sera le secrétaire de rédaction aux côtés d'Émile Goutière-Vernolle, rédacteur en chef. Il y publiera de nombreuses études documentaires sur la flore appliquée à l'art décoratif.
En 1909, il devient le secrétaire du Comité lorrain de l'Art à l'école, et sera le rapporteur du IIème congrès national réuni à Nancy au mois d'août. Dans deux « Lectures lorraines » publiées par la « Société lorraine des études locales dans l'enseignement public », son nom voisine avec ceux d'autres auteurs lorrains bien connus.
En 1928, Léon Heck sera le directeur fondateur de la revue mensuelle Nos As dans l'Art, l'Industrie et le Commerce. Là encore, on retrouvera souvent la signature d'Émile Nicolas.
Dans L'Étoile de l'Est, il publie toute une série d'articles divers relatifs à la guerre 14-18.
En 1917, le « Bulletin de la société industrielle de l'Est » est publié malgré la guerre, et l'on peut y découvrir un très important article d'Émile Nicolas intitulé « L'Art décoratif lorrain et l'École de Nancy ».
En 1919, il faut faire revivre le nom de Nancy ; Émile Nicolas s'y attelle avec le peintre Michel Colle et le dessinateur Victor Idoux : ils publient « Nancy – Promenades artistiques dans la ville ». Émile Nicolas a aussi été membre du conseil d'administration du syndicat d'initiative de la ville.
1930 encore : dans la Revue lorraine illustrée, Émile Nicolas publie un important et copieux article sur « L'œuvre éducatrice de Victor Prouvé ».
1933 : publication dans « Édition du Pays lorrain » de la notice historique de la Société Lorraine des Amis des Arts, société dont il devient président en 1936, écrite conjointement par Émile Nicolas et René Wiener.
1934 : important article dans Le Pays Lorrain : « Mouvement artistique à Nancy ».
La signature d'Émile Nicolas se retrouve dans de plusieurs journaux (L'Étoile de l'Est, L'Est républicain, L'Éclaireur de l'Est) et dans de nombreuses revues, parmi lesquelles La Lorraine, Le Pays lorrain, La Lorraine artiste, Revue lorraine illustrée, La Lorraine artiste, littéraire & industrielle, Le Mercure lorrain, La Science française, La Plume, Le Messager d'Alsace-Lorraine de la société Erckmann-Chatrian, le bulletin de l'association des anciens élèves des beaux-arts de Nancy, le bulletin de l'Université populaire, L'éducation sociale, Les amis des fleurs, Art et Industrie, Nos As dans l'Art, l'Industrie et le Commerce, L'art à l'école, le bulletin de la Société des amis des arts, le bulletin de la Société industrielle de l'Est, Le foyer demain, des extraits des mémoires de l'Académie de Stanislas.

### Reconnaissance et titres
Dès 1895, le nom d'Émile Nicolas apparaît dans les concours de La Science illustrée. Il y obtient plusieurs fois le premier prix. En plus des concours, dès 1895, Émile Nicolas se lance et commence à rédiger, à commenter dans la presse locale ses sentiments, ses impressions sur le monde artistique qui vient de s'ouvrir à ses yeux.
Émile Nicolas obtient plusieurs titres : Chevalier de la Légion d'honneur, Officier de l'Instruction publique, Officier du Mérite agricole et Chevalier de la Santé publique.